# Kiss Kiss, Bang Bangalore
«Kiss Kiss, Bang Bangalore» (дословный перевод с англ. — «Целуй, целуй, бац, Бангалор», в российский прокат эпизод вышел под именем — Индийский поцелуй) — семнадцатый эпизод семнадцатого сезона мультсериала «Симпсоны». Впервые показан на канале Фокс 9 апреля 2006 года.

## Сюжет
В Ночь кино на атомной электростанции Гомер узнает, что атомная электростанция закрывается и передается на внешнее управление Индии. После того, как Гомер отправляется обучать новых сотрудников, он становится властолюбивым. Между тем Пэтти и Сельма встречают голливудского сердцееда, Ричарда Дина Андерсона, который играл секретного агента Макгайвера. Он останавливается, чтобы спросить дорогу на слет фанатов своего нового шоу «Звёздные врата: SG-1». Он совершенно не заинтересован в «Макгайвере» и делает это только ради гонорара.
Между тем Гомер, к своему ужасу, понимает, что он приехал в Индию (которую он ошибочно принял за Индиану, в череде своих заблуждений). После небольшого противостояния со священной коровой Гомер ищет родственника Апу по имени Кэви, который должен жить где-то поблизости. Спрашивая случайных прохожих, он в итоге обнаруживает нужного человека со второй попытки.
Вернувшись в Спрингфилд, Пэтти и Сельма похищают Ричарда Дина Андерсона с его мероприятия «Звездные врата SG-1» и привязывают к стулу. Оттуда ему удается убежать, используя одну из своих контактных линз, чтобы сфокусировать солнечный свет и пережечь веревки. При этом он обнаруживает, что любит убегать, поэтому заставляет Патти и Сельму проходить через все более сложные Макгайверовские похищения. В конце концов Пэтти и Сельма устают от выходок Андерсона и решают прогнать его. Однажды ночью они показывают ему слайды своего отпуска в музее карет в Альберте. Андерсон от скуки выпрыгивает в окно и никогда не возвращается.
В Индии Гомеру начинает нравиться концепция аутсорсинга. Всё потому, что он воспользовался советами из книги, которую дала ему Мардж, чтобы не было скучно во время перелета. В книге «Хлопья в качестве приза» говорится, что Гомер способен подтолкнуть «туземцев» (индийских работников) к рабочему безумию (на самом деле они предполагают, что если их подбодрить, то им разрешат вернуться к работе). У Гомера, Смитерса и Мистера Бернса от этого создается положительное (ложное) впечатление, что Гомер сможет полностью проконтролировать электростанцию, в то время как Мистер Бернс пойдет в отпуск, чтобы весело провести время, плавая по Гангу с трупами, с которыми он подружился. Гомер, оставленный отвечать за слегка заросшую атомную электростанцию на реке в полном захолустье, осматривает старинные индуистские божества и решает, что он и сам может быть божеством. Примерно через неделю Ленни и Карл приходят на индийский завод по приглашению, в котором утверждается, что Гомер должен стать божеством.
Вскоре остальная часть семьи Симпсонов, беспокоясь о Гомере, отправляется в Индию и вместе с мистером Бернсом плывет вверх по реке на речном патрульном катере и обнаруживает, что Гомер управляет атомной станцией как божество. В ужасе Мардж и дети говорят работникам завода, что Гомер — никакое не божество. Служащие весело объясняют, что знают, что он не божество, и причины, по которым они поклоняются ему, — это из-за американских процедур на рабочем месте, которые он установил (например, перерыв на кофе, ранний выход на пенсию, личные выходные дни, корзины с кексами и воздушные шарики на день рождения). К большому облегчению Мардж, выясняется, что Гомер ввел эти процедуры в обязательные контракты служащих, рассматривая их как хороших людей в обмен на их помощь в передаче власти Спрингфилду. Лиза признается, что гордится Гомером за «аутсорсинг американского рабочего чувства прав и привилегий». Тем не менее, Мистер Бернс называет это «безумием» и решает закрыть завод и переместить его в район, «где рабочие более отчаянные и невежественные…» — Спрингфилд. Мистер Бернс потом увольняет всех рабочих, однако никто из-за этого не переживает, всё потому, что Гомер написал в своих контрактах различные бонусы для уволенных («золотые парашюты для всех!»). Эпизод заканчивается тем, что Симпсоны, Ленни, Карл, Пэтти, Сельма, Ричард Дин Андерсон и Смитерс присоединяются к танцу в стиле Болливуд на заводе.

## Культурные отсылки
- Этот эпизод пародирует название фильма 2005 года «Поцелуй навылет» (Kiss Kiss Bang Bang).
- Небольшая часть эпизода является отсылкой к фильму «Индиана Джонс». Например, то, как одевается Гомер, относится к тому, что Мола Рам носит в фильме «Индиана Джонс и храм судьбы». Кроме того, люди скандируют Гомеру так же, как и для Мола Рама в фильме, а индийская часть эпизода целиком похожа на «Храм Судьбы».[1]
- Сцена, в которой Симпсоны вместе с Смитерсом и Мистером Бернсом путешествуют по реке, является прямой отсылкой на патрульный катер из «Апокалипсис сегодня», а поклонение индийцев Гомеру также является ссылкой на этот фильм, а также на песню «The End» The Doors.
- Хотя он нигде не упоминается по имени, музеем карет в Альберте является «Remington Carriage Museum» в Кардистоне, который расположен на юго-западе канадской провинции Альберта. На слайдах, которые показывают Патти и Сельма, изображено главное здание музея, статуя основателя музея Дона Ремингтона и несколько экипажей в их коллекции. Когда эпизод впервые вышел в эфир, сотрудники музея сказали, что были польщены упоминанием, даже если оно было в контексте скучных летних каникул.[2]